# Antonio Rossellino
Antonio Rossellino, psevdonim Antonio Gamberelli, italijanski kipar in arhitekt, * 1427, Settignano, † 1479, Firence
Rossellino je bil imenovan zaradi barve las.

## Življenjepis
Rodil se je v Settignanu pri Firencah leta 1427 kot mlajši brat Bernarda Rossellina in njegovega sodelavca: v Forlìju je delal Skrinjo blaženega Marcolina (1458, danes v Civic Art Gallery Forlì), ki velja za eno njegovih mojstrovin in v Firencah pri grobu Nerija Capponija v cerkvi Santo Spirito.
Poleg bratovega sloga so nanj vplivali Lorenzo Ghiberti, Donatello, Michelozzo in Luca della Robbia, vzajemne reference pa je mogoče opaziti pri skoraj sodobnem Desideriu da Settignanu: rezultat je bolj prefinjena umetnost kot tista Bernarda samega. .
Portretni doprsni kip Giovannija Chellinija (London, Victoria and Albert Museum) je iz leta 1456, na katerem je obraz, razbrazdan z žilami in gubami, tako realističen, da se zdi, da ga je ulil v vosek. Tako kot v nadaljevanju prevladuje realistična komponenta zaradi spremembe miselnosti naročnikov, ki so z vrednotenjem človeka in njegovih individualnih lastnosti želeli pustiti znak svojega prehoda na zemlji po smrti subjekta, da bi udejanji njegov spomin.
V Forliju je leta 1458 na povabilo Nicolò dall'Aste ustvaril skrinjo blaženega Marcolina, dominikanskega brata, ki je umrl z slovesom svetosti; ni gotovo, da je uporabil risbe svojega brata Bernarda Rossellina, vsekakor pa je izkoristil sodelovanje drugega brata Giovannija Rossellina. Skrinja je trenutno ohranjena v Pinacoteca civica di Forlì. Antoninovo je v Forliju tudi delo Madonna z otrokom, naslikano s štukaturami.
Od 1461 do 1466 je zgradil grobnico portugalskega kardinala v San Miniato al Monte v Firencah; v tem kompleksu je obnovil teme in sheme prejšnjih nagrobnih spomenikov humanistične kulture, vendar jih je razvil z združitvijo slikarstva, kiparstva in arhitekture, pridobil chiaroscúro efekte in monumentalnost, ki jo daje popolna harmonizacija različnih delov; kompleks je vstavljen znotraj intradosa, pred katerim je velarij, z dvema angeloma, ki odmakneta zaveso od groba, kot nekakšna zavesa. Ležeči kip pokojnika je postavljen na visok sarkofag, na katerem sedita dva genija, v reliefnem obrazu na dnu sarkofaga sta dva samoroga (alegoriji nedolžnosti in tu v nadaljevanju čistosti kardinala ), ki podpirata girlando. Na straneh sta: usmrtitev bika na levi (povzeto po starodavni podobi boga Mitre, reinterpretirana kot alegorija ukročene strasti), na desni pa voz, ki ga pripeljejo do krilatega genija (ta izhaja iz voza) Helija in simbol človeka, ki vozi kočijo duše, ki jo vlečeta strast in razum, obe povsem neoplatonski temi).
Zaporedna sta oltar San Sebastiano v kolegijski cerkvi v Empoliju in portretni doprsni kip Mattea Palmierija iz leta 1468. Ko je brat umrl, je prevzel upravljanje družinske trgovine. Leta 1473 je bil v Pratu, kjer je naredil prižnico za Duomo.
V Ferrari je naslikal spomenik Roverella v baziliki San Giorgio fuori le mura. V Neaplju je med letoma 1475 in 1490 ustvaril grob Marije Aragonske in Rojstvo, obe v kapeli Piccolomini v Sant'Anna dei Lombardi. V grobnici so bile prevzete sheme grobnice portugalskega kardinala, ki poudarja dekorativne motive, ki ustrezajo okusu aragonskega dvora.
Grobnica Francesca Norija (s skulpturo, ki prikazuje Madonno del Latte) , prijatelja Lorenza Veličastnega, ki mu je rešil življenje v zaroti Pazzi 26. aprila 1478, je bila zgrajena okoli leta 1478 v baziliki sv. Križa v Firence.
Znan tudi po kreacijah iz terakote, za katere je značilen relief, kateremu je bila dodana barva v nežnih tonih, ki se zelo razlikuje od belo-modro glazirane Della Robbia, je to postala njegova prerogativa in si je prislužil veliko popularnost in veliko število naročil.

## Dela
Njegova glavna dela so:
- grobnica sv. Marcolina Amannija (1317-1397), (Forlì, Reg. Emilio Romagna, Musei San Domenico), 1458
- Sveti Boštjan (Empoli), okoli 1460
- grobnica portugalskega kardinala Janeza (Firence, San Miniato), 1461–66
- Oltar kapele Piccolomini v cerkvi Sant’Anna dei Lombardi v Neaplju, 1477 ff.
- Družinska grobnica Francesca Norija (kenotaf), okoli 1478, Firence, S. Croce

Druga pomembna dela:
- Madona pred girlando, 2. polovica 15. stoletja, Bode-Museum Berlin
- Madona z otrokom in dvema putoma (po Antoniu Rossellinu), okoli 1460, Bode-Museum Berlin
- Doprsni kip Giovannija Chellinija, 1456, London, Muzej V&A
- Oprema za kapelo Lazzeri, 1464–68 v stolnici v Pistoji
- Doprsni kip državnika in zgodovinarja Mattea Palmierija, podpisan in datiran 1468, Firence, Museo Nationale del Bargello
- Marmorni relief Madona z otrokom, 1465/70, v Kunstkammer Dunaj
- dva doprsna kipa Janeza (Washington, Firence)
- in nekaj skupnih del z bratom Bernardom (delavniško delo), vključno z Davidom iz Casa Martelli Firenze (zdaj v Narodni galeriji v Washingtonu).

## Galerija
- Madona in otrok, terakota delno pozlačena (Berlin).
- Antonio Rossellino, Mladi sveti Janez Krstnik, približno 1470, Narodna galerija Washington.
- Antonio Rossellino, Madonna del Latte, grobnica Francesco Nori, 1478 ca. Firence, bazilika Svetega križa.